# Armand de Preter
Armand de Preter is een Belgisch voormalig boogschutter.

## Levensloop
De Preter behaalde met het Belgisch team (voorts bestaande uit René De Hondt en Robert Cogniaux) goud op de Europese kampioenschappen van 1970.